# 現代ポートフォリオ理論
現代ポートフォリオ理論(げんだいポートフォリオりろん、英: Modern portfolio theory, MPT)とは、金融資産への投資比率(ポートフォリオ)を決定する理論。1952年にハリー・マーコウィッツによって発表された論文を端緒として研究が進められた。投資におけるポートフォリオの収益率の平均 (期待値) と分散のみをコントロールするという特徴がある。現代ポートフォリオ理論から発展した資産価格決定モデルとして資本資産価格モデル(英: capital asset pricing model, CAPM)がある。

## リスク資産への投資
現代ポートフォリオ理論においては、投資家は合理的でリスク回避的であるということが仮定されている。つまり、同じ期待収益を上げられる資産ならばリスクの小さいものを好むということである。このリスクは収益率の標準偏差で測られる。このリスクを回避する程度がどの程度であるかは投資家によって異なるが、後の分離定理と呼ばれる定理により、全ての合理的投資家のポートフォリオ選択問題は所与の期待収益率を達成するもので最も分散が小さいものを選択するという問題に置き換えられる。

### 平均分散分析
現代ポートフォリオ理論の仮定の一つとして、投資家は自身の投資の収益率の分布についてその平均と分散のみを考慮し、歪度や尖度といった他の分布の特徴には関心を持たないことがある。このように平均と分散のみに着目したポートフォリオ選択理論を平均分散分析(英: mean-variance analysis)と呼ぶ。このような投資家の選好は平均分散型効用関数や期待効用関数であれば、2次効用関数、あるいは収益率の分布が同時正規分布に従う場合に正当化される。
数学的表現
- 設定
  - 金融市場には金融資産が {\displaystyle n} 個存在すると仮定する。さらに任意の金融資産 {\displaystyle i} について、その収益率を {\displaystyle R_{i}} とする。そして金融市場は完全市場であると仮定する。さらにすべての金融資産 {\displaystyle i} にはリスクが存在するものとする。つまり、全ての資産の収益率 {\displaystyle R_{i}} の分散は必ず0より厳密に大きいものとする。
  - 投資家は自身の資金の {\displaystyle 100w_{i}} パーセントを金融資産 {\displaystyle i} に投資するものとする。この投資比率を表す {\displaystyle w_{i},i=1,\dots ,n} をポートフォリオ と呼ぶことにする。比率なので {\displaystyle \sum _{i=1}^{n}w_{i}=1} を満たす。ポートフォリオ {\displaystyle w_{i}} による投資の収益率を {\displaystyle R_{p}} と表すことにする。
  - {\displaystyle \operatorname {E} ,\;\operatorname {Var} ,\;\operatorname {Cov} ,\;\operatorname {Corr} } をそれぞれ期待値、分散、共分散、相関係数のオペレーターとする。
  - ポートフォリオの期待収益率：
{\displaystyle \operatorname {E} (R_{p})=\sum _{i=1}^{n}w_{i}\operatorname {E} (R_{i})\quad }
  - ポートフォリオの収益率の分散：
{\displaystyle \sigma _{p}^{2}=\sum _{i=1}^{n}\sum _{j=1}^{n}w_{i}w_{j}\operatorname {Cov} (R_{i},R_{j})=\sum _{i=1}^{n}\sum _{j=1}^{n}w_{i}w_{j}\sigma _{i}\sigma _{j}\rho _{ij}}

ただし {\displaystyle \sigma _{i}={\sqrt {\operatorname {Var} (R_{i})}},\;\rho _{ij}=\operatorname {Corr} (R_{i},R_{j})}である。
- 2つの資産からなるポートフォリオの場合：
  - ポートフォリオの期待収益率：
{\displaystyle \operatorname {E} (R_{p})=w_{A}\operatorname {E} (R_{A})+(1-w_{A})\operatorname {E} (R_{B})=w_{A}\operatorname {E} (R_{A})+w_{B}\operatorname {E} (R_{B})}
  - ポートフォリオの収益率の分散：
{\displaystyle \sigma _{p}^{2}=w_{A}^{2}\sigma _{A}^{2}+w_{B}^{2}\sigma _{B}^{2}+2w_{A}w_{B}\rho _{AB}\sigma _{A}\sigma _{B}}
- 3つの資産からなるポートフォリオの収益率の分散：
{\displaystyle {\begin{aligned}\sigma _{p}^{2}&=w_{A}^{2}\sigma _{A}^{2}+w_{B}^{2}\sigma _{B}^{2}+w_{C}^{2}\sigma _{C}^{2}+2w_{A}w_{B}\rho _{AB}\sigma _{A}\sigma _{B}+2w_{A}w_{C}\rho _{AC}\sigma _{A}\sigma _{C}+2w_{B}w_{C}\rho _{BC}\sigma _{B}\sigma _{C}\\&=\left({\begin{matrix}w_{A}&w_{B}&w_{C}\end{matrix}}\right)\left({\begin{matrix}\sigma _{A}^{2}&\rho _{AB}\sigma _{A}\sigma _{B}&\rho _{AC}\sigma _{A}\sigma _{C}\\\rho _{AB}\sigma _{A}\sigma _{B}&\sigma _{B}^{2}&\rho _{BC}\sigma _{B}\sigma _{C}\\\rho _{AC}\sigma _{A}\sigma _{C}&\rho _{BC}\sigma _{B}\sigma _{C}&\sigma _{C}^{2}\end{matrix}}\right)\left({\begin{matrix}w_{A}\\w_{B}\\w_{C}\end{matrix}}\right)\end{aligned}}}
- 金融資産の数 {\displaystyle n} が大きい時は行列による表現が用いられる。

投資家のポートフォリオ選択問題
投資家は所与の(目標)期待収益率 {\displaystyle \mu _{p}} を達成するポートフォリオの中で最も収益率の分散が小さくなるものを選択する。つまり、以下の最小化問題を解く。
{\displaystyle {\mbox{min }}\sigma _{p}^{2}}
{\displaystyle {\mbox{subject to }}\sum _{i=1}^{n}\operatorname {E} (R_{i})w_{i}=\mu _{p},\quad \sum _{i=1}^{n}w_{i}=1}
この問題は2次計画問題になっている。一般の {\displaystyle n} 個の金融資産が存在する場合の最小化問題の解析解はロバート・マートンによって与えられていて、リスク資産の収益率の分散共分散行列
{\displaystyle \Omega =\left({\begin{matrix}\sigma _{11}&\cdots &\sigma _{1n}\\\vdots &\ddots &\vdots \\\sigma _{n1}&\cdots &\sigma _{nn}\end{matrix}}\right)=\left({\begin{matrix}\operatorname {Var} (R_{1})&\cdots &\operatorname {Cov} (R_{1},R_{n})\\\vdots &\ddots &\vdots \\\operatorname {Cov} (R_{n},R_{1})&\cdots &\operatorname {Var} (R_{n})\end{matrix}}\right)}
の逆行列を
{\displaystyle \Omega ^{-1}=\left({\begin{matrix}v_{11}&\cdots &v_{1n}\\\vdots &\ddots &\vdots \\v_{n1}&\cdots &v_{nn}\end{matrix}}\right)}
とすると、
{\displaystyle w_{i}={\frac {1}{D}}\left(\mu _{p}\sum _{j=1}^{n}v_{ij}(C\operatorname {E} (R_{j})-A)+\sum _{j=1}^{n}v_{ij}(B-A\operatorname {E} (R_{j}))\right),\quad i=1,\dots ,n}
となる。ただし
{\displaystyle A=\sum _{i=1}^{n}\sum _{j=1}^{n}v_{ij}\operatorname {E} (R_{j}),\;B=\sum _{i=1}^{n}\sum _{j=1}^{n}v_{ij}\operatorname {E} (R_{i})\operatorname {E} (R_{j}),\;C=\sum _{i=1}^{n}\sum _{j=1}^{n}v_{ij},\;D=BC-A^{2}>0}
である。さらにこのポートフォリオに投資した時、期待収益率と収益率の分散について以下の関係が成立する。
{\displaystyle \sigma _{p}^{2}={\frac {C\mu _{p}^{2}-2A\mu _{p}+B}{D}}\quad \cdots (1)}

### リスク・リターン平面

現代ポートフォリオ理論における最小分散フロンティアと効率的フロンティア

縦軸(Y軸)に期待リターン、横軸(X軸)に収益率の標準偏差(リスク)を取った座標平面をリスク・リターン平面と呼ぶ。

### 効率的フロンティア
方程式(1)をリスク・リターン平面上で図示したものを最小分散フロンティア(英: minimum variance frontier)と言う。全ての資産やその資産から組成されるポートフォリオはリスク・リターン平面において必ず最小分散フロンティアの右側に位置する。また最小分散フロンティア上のポートフォリオで最も標準偏差が小さくなるものを大域的最小分散ポートフォリオ(英: global minimum variance portfolio)と呼ぶ。さらに最小分散フロンティアにおいて大域的最小分散ポートフォリオより上側の部分の曲線を効率的フロンティア(英: efficient frontier)と呼ぶ。
最小分散フロンティア上のポートフォリオは所与の期待リターン(Y軸での値)を得られる分散(X軸での値)が最小のポートフォリオとなる。平均分散分析を行う投資家にとって最適なポートフォリオは必ず効率的フロンティア上にある。
効率的フロンティアがリスク・リターン平面上でコンベキシティ（凸性）を持つ理由は、方程式(1)を見ても分かる通り、効率的フロンティア上のポートフォリオの標準偏差が期待リターンの2次関数として表現されるからである。

## 無リスク資産
無リスク資産（英: risk-free asset）や安全資産やリスクなし資産やリスクフリー資産とは、リスクを負うことなく収益が得られる資産のことである。対義語はリスク資産（英: risky asset）や危険資産やリスクあり資産。無リスク資産の収益率は定数の安全利子率となるので、その分散は0であり、他の資産との相関係数も0である。原理的には完全にリスクが存在しない金融資産は存在しないが、デフォルトする可能性がほぼ無いと言える先進国の短期国債などが代理としてよく使用される。

### 数学的表現
無リスク資産を含む場合の期待収益率と収益率の標準偏差を数式で表すと以下のようになる。
- 自己の資金をリスク資産に {\displaystyle 100w_{p}} パーセント投資し、無リスク資産に {\displaystyle 100w_{\mathrm {f} }} パーセント投資するポートフォリオを考える。つまり、{\displaystyle w_{p}+w_{\mathrm {f} }=1} である。また無リスク資産の利子率を定数 {\displaystyle r_{\mathrm {f} }} とする。この時、期待収益率と収益率の標準偏差は以下のようになる。
期待収益率 = {\displaystyle w_{\mathrm {f} }r_{\mathrm {f} }+w_{p}\operatorname {E} (R_{p})\quad }
収益率の標準偏差 = {\displaystyle {\sqrt {w_{\mathrm {f} }^{2}\operatorname {Var} (r_{\mathrm {f} })+w_{p}^{2}\operatorname {Var} (R_{p})+2w_{\mathrm {f} }w_{p}\operatorname {Cov} (r_{\mathrm {f} },R_{p})}}}
= {\displaystyle {\sqrt {w_{\mathrm {f} }^{2}\cdot 0+w_{p}^{2}\sigma _{p}^{2}+2w_{\mathrm {f} }w_{p}\cdot 0}}}
= {\displaystyle w_{p}\sigma _{p}\quad }
- この関係をより一般化する。{\displaystyle w_{i},i=1,\dots ,n} をリスク資産のみからなるポートフォリオ[注釈 1]とした時、自己の資金を無リスク資産に {\displaystyle 100(1-\alpha )} パーセント投資し、リスク資産 {\displaystyle i} に対して {\displaystyle 100\alpha w_{i}} パーセント投資するポートフォリオを考えると[注釈 2]、その期待収益率と収益率の標準偏差は以下のようになる。
期待収益率 = {\displaystyle (1-\alpha )r_{\mathrm {f} }+\alpha \operatorname {E} (R_{p})=(1-\alpha )r_{\mathrm {f} }+\alpha \sum _{i=1}^{n}w_{i}\operatorname {E} (R_{i})}
収益率の標準偏差 = {\displaystyle \alpha \sigma _{p}=\alpha {\sqrt {\sum _{i=1}^{n}\sum _{j=1}^{n}w_{i}w_{j}\operatorname {Cov} (R_{i},R_{j})}}}
- 上記の数学的な表現から無リスク資産が存在する場合の投資家のポートフォリオ選択問題は以下のようになる。ただし、リスク資産 {\displaystyle i} に対して自己の資金を {\displaystyle 100w_{i}} パーセント投資し、無リスク資産に対して自己の資金を {\displaystyle 100\left(1-\sum _{i=1}^{n}w_{i}\right)} パーセント投資するものとする。

{\displaystyle {\mbox{min }}\sigma _{p}^{2}}
{\displaystyle {\mbox{subject to }}\left(1-\sum _{i=1}^{n}w_{i}\right)r_{\mathrm {f} }+\sum _{i=1}^{n}\operatorname {E} (R_{i})w_{i}=\mu _{p}}
- このポートフォリオ選択問題における解もまたマートンによって与えられていて、以下のようになる[2]。

{\displaystyle w_{i}={\frac {\mu _{p}-r_{\mathrm {f} }}{Cr_{\mathrm {f} }^{2}-2Ar_{\mathrm {f} }+B}}\left(\sum _{j=1}^{n}v_{ij}(\operatorname {E} (R_{j})-r_{\mathrm {f} })\right),\quad i=1,\dots ,n}
ただし、定数 {\displaystyle A,B,C,v_{ij},i,j=1,\dots ,n} は無リスク資産が存在しない場合のポートフォリオ選択問題における定数と同じである。
- さらにこのポートフォリオに投資した時、期待収益率と収益率の分散について以下の関係が成立する。

{\displaystyle \sigma _{p}^{2}={\frac {(\mu _{p}-r_{\mathrm {f} })^{2}}{Cr_{\mathrm {f} }^{2}-2Ar_{\mathrm {f} }+B}}\quad \cdots (2)}

### 無リスク資産の効果
投資家は無リスク資産を借り入れること、つまり無リスク資産の空売りで、ポートフォリオにレバレッジをかけることが出来る。上記の数学的表現において {\displaystyle \alpha >1} となる時がポートフォリオにレバレッジがかかった状態となる。また無リスク資産の購入でリスク(標準偏差)を減らすこともできるようになる。{\displaystyle \alpha <1} となる時に無リスク資産が購入されている。

### 資本分配線

現代ポートフォリオ理論における資本分配線

リスク資産からなるポートフォリオの収益率を {\displaystyle R_{p}} とし、自己の資金をリスク資産からなるポートフォリオへ {\displaystyle 100\alpha } パーセント投資し、無リスク資産へ {\displaystyle 100(1-\alpha )} パーセント投資するポートフォリオの収益率を {\displaystyle R_{c}} とすれば、期待収益率と収益率の標準偏差について以下の関係が成立することは先ほど述べた。
{\displaystyle \operatorname {E} (R_{c})=(1-\alpha )r_{\mathrm {f} }+\alpha \operatorname {E} (R_{p})}
{\displaystyle \sigma _{c}={\sqrt {\operatorname {Var} (R_{c})}}=\alpha {\sqrt {\operatorname {Var} (R_{p})}}=\alpha \sigma _{p}}
この2式から {\displaystyle \alpha } を消去して変形すると次の式が得られる。
{\displaystyle \operatorname {E} (R_{c})=r_{\mathrm {f} }+{\frac {\operatorname {E} (R_{p})-r_{\mathrm {f} }}{\sigma _{p}}}\sigma _{c}}
この式の右辺を {\displaystyle \sigma _{c}} を引数とした関数と見なせば、この式はリスク・リターン平面上では直線となる。そこでこの式を資本分配線(英: capital allocation line)と呼ぶ。この式はリスク資産からなるポートフォリオをあらかじめ決めておいて、あるリスクの値 {\displaystyle \sigma _{c}} を取った時に、当初に決めたリスク資産からなるポートフォリオと無リスク資産への2つの資産への投資でどの程度の期待収益率 {\displaystyle \operatorname {E} (R_{c})} が得られるかを表している。右辺における傾きの部分 {\displaystyle {\frac {\operatorname {E} (R_{p})-r_{\mathrm {f} }}{\sigma _{p}}}} が大きければ大きいほど少ないリスクで高い期待収益率を得ることが出来る。この傾きの値はリスク資産からなるポートフォリオをどのように組成するかで決まる。

### 接点ポートフォリオ
資本分配線は傾き {\displaystyle {\frac {\operatorname {E} (R_{p})-r_{\mathrm {f} }}{\sigma _{p}}}} が大きいほど効率が良くなることは先ほど述べた。よって最もこの傾きが大きいリスク資産からなるポートフォリオを選択すれば最も効率の良い投資が可能となる。リスク資産のみの場合の分析によれば、あらゆるリスク資産とそれらから組成されるポートフォリオはリスク・リターン平面上において最小分散フロンティア(効率的フロンティア)の右側に位置する。よって資本分配線の傾きが最大となるのは、切片を無リスク金利 {\displaystyle r_{\mathrm {f} }} とし、効率的フロンティアに接する接線となる。この接線と効率的フロンティアの交点における期待収益率と収益率の標準偏差を実現するリスク資産からなるポートフォリオを接点ポートフォリオ(英: tangency portfolio)と呼ぶ。接点ポートフォリオは次の分離定理において重要な役割を果たす。

### 1-ファンド定理（トービンの分離定理）

現代ポートフォリオ理論における分離定理

1-ファンド定理やトービンの分離定理とは以下の定理。
```
任意の効率的
ポートフォリオ
は、
リスク資産
によって構成される1つの
ファンド
と
無リスク資産
を組み合わせることによって生成される。
```

平均分散分析と整合的な期待効用最大化問題を考えると、リスク・リターン平面上における無差別曲線は右上がりの凸状の曲線となる。リスク・リターン平面においてある点Aより右下にある点では期待収益率は点Aより低く、リスク(収益率の標準偏差)は点Aより大きくなるため、平均分散分析を行う経済主体にとっては点Aより効率が悪い投資となる。リスク・リターン平面においてある点Aより左上にある点も同様の議論を用いれば点Aより効率の良い投資となることが分かる。よってリスク・リターン平面上の無差別曲線は右上がりとなる。凸性についてはリスク回避的であることから生じている。
よって平均分散分析を行う経済主体はリスク・リターン平面上でより左上の方にある点を実現するポートフォリオを好むようになる。そう考えると、接点ポートフォリオを通る資本分配線上の点を実現するポートフォリオを必ず選択するようになる。なぜならば、リスク・リターン平面において接点ポートフォリオを通る資本分配線より左上の領域にある点を実現するポートフォリオは存在しないからである。このことは平均分散分析を行う投資家のポートフォリオの違いは接点ポートフォリオと無リスク資産への投資比率だけとなることを意味している。つまりリスク資産のみの投資比率は全ての平均分散分析を行う投資家間で同一で接点ポートフォリオとなる。よって平均分散分析を行う投資家のポートフォリオ選択問題は、(1)接点ポートフォリオを特定する事と(2)自分のリスク態度にあった比率で接点ポートフォリオと無リスク資産への投資比率を決定する事、の二つに分離される。このように投資家のポートフォリオ選択問題が二つの問題に分離されることを分離定理(英: separation theorem)、もしくは投資信託定理(英: mutual fund theorem)と呼ぶ。この分離定理は1958年に発表されたジェームズ・トービンの研究が端緒となっている。
実際、リスク資産への総投資比率は
{\displaystyle \sum _{i=1}^{n}w_{i}={\frac {\mu _{p}-r_{\mathrm {f} }}{Cr_{\mathrm {f} }^{2}-2Ar_{\mathrm {f} }+B}}\left(\sum _{i=1}^{n}\sum _{j=1}^{n}v_{ij}(\operatorname {E} (R_{j})-r_{\mathrm {f} })\right)={\frac {\mu _{p}-r_{\mathrm {f} }}{Cr_{\mathrm {f} }^{2}-2Ar_{\mathrm {f} }+B}}{\Big (}A-Cr_{\mathrm {f} }{\Big )}}
で表されるので、リスク資産内での投資比率は
{\displaystyle {\frac {w_{i}}{\sum _{j=1}^{n}w_{j}}}={\frac {1}{A-Cr_{\mathrm {f} }}}\left(\sum _{j=1}^{n}v_{ij}(\operatorname {E} (R_{j})-r_{\mathrm {f} })\right),\quad i=1,\dots ,n}
となり、要求リターン {\displaystyle \mu _{p}} には依存しなくなる。このリスク資産内での投資比率が接点ポートフォリオと一致する。ただし、{\displaystyle A-Cr_{\mathrm {f} }\neq 0} を仮定している。
リスク・リターン平面において接点ポートフォリオを通る資本分配線の事をまた効率的フロンティア(英: efficient frontier)と呼ぶ。リスク資産のみへの投資の時の効率的フロンティアは凸状の曲線であったのに対し、無リスク資産への投資を含む場合の効率的フロンティアは直線となる。無リスク資産への投資を含む場合の効率的フロンティアはリスク・リターン平面において接点ポートフォリオと無リスク資産の位置する点を特定できれば、その2点を通る直線となるので特定可能である。この事をもって分離定理と呼ぶこともある。リスク・リターン平面においてある投資家の無差別曲線が接点ポートフォリオより左側の位置で効率的フロンティアと接するならばその接点がその投資家の最適なポートフォリオとなり、その投資家は無リスク資産と接点ポートフォリオを共に正の割合で保有する。接点ポートフォリオより右側の位置で接するならば、その投資家は無リスク資産を空売りし、その分、より接点ポートフォリオに投資するようにレバレッジを効かせた投資を行う。

## 資産の価格付け
合理的な投資家は現有のポートフォリオのリスクと収益の特性を改善できると分かって初めて、投資を見直す。MPTは資産の価格付けという文脈において、正しく価格付けされた資産への要求される収益を導出する。

### CAPM
資産の収益は今日保有する資産の量に依存する。資産が市場ポートフォリオに加えられる時に支払われるべき価格は市場ポートフォリオのリスク-収益の特性が改善することを保証せねばならない。もし投資家が活用できる無リスクレートと全体として市場のリスクがあるならば、CAPMは市場において、ある資産に対して理論的に要求された収益を導き出すモデルである。

### 市場ポートフォリオと資本市場線
CAPMが成立しているならば、接点ポートフォリオと全てのリスク資産からなる時価総額加重平均ポートフォリオは一致する。よってCAPMが成立している下での接点ポートフォリオ(全てのリスク資産からなる時価総額加重平均ポートフォリオ)のことを市場ポートフォリオ（market portfolio）と呼ぶ。またリスク・リターン平面上において切片が無リスクレートであり、市場ポートフォリオを通る直線を資本市場線（Capital market line, CML）と呼ぶ。リスク・リターン平面上において資本市場線はリスク資産のみからなる効率的フロンティアの接線となっている。
CMLを数式で表現すると以下の通りになる。
{\displaystyle \mathrm {CML} :E(r_{C})=r_{F}+{\frac {E(r_{M})-r_{F}}{\sigma _{M}}}\sigma _{C}.}
ここで、{\displaystyle r_{M}} は市場ポートフォリオの収益率、{\displaystyle r_{F}} は無リスクレートであり、{\displaystyle \sigma _{M}} は市場ポートフォリオの収益率の標準偏差となる。CMLは任意の平均分散的に効率的なポートフォリオ {\displaystyle C} の期待収益率 {\displaystyle E[r_{C}]} がポートフォリオ {\displaystyle C} の収益率の標準偏差 {\displaystyle \sigma _{C}} の線形関数となっていることを述べている。

### 証券市場線
証券市場線（Security market line, SML）のグラフは縦軸に期待収益率を、横軸にベータ
を採る。ベータと期待収益率の関係式は以下の通りである。
{\displaystyle \mathrm {SML} :E(r_{i})-r_{f}=(E(r_{M})-r_{f})\beta _{i}.~}
SMLはベータ・リターン平面上において、任意の個別資産の期待収益率 {\displaystyle E[r_{i}]} がそのベータ {\displaystyle \beta _{i}} の線形関数になっていることを述べている。ある資産が、リスクに対して妥当な期待収益を得られるかどうかを確認するには、SMLは有効な道具である。個々の証券はSMLのグラフ上にプロットされる。SMLよりも上の領域にある資産のリスクと収益がプロットされれば割安であり、下の領域ならばその逆である。なぜならば、同じベータでSMLよりも高い収益が出ているならばリスクに見合った以上の収益を得ていることであり、低い収益が出ているならばリスクに見合った収益を得ていないからである。
証券市場線を用いて、市場ポートフォリオと比べて、ある資産が割高か割安の指標を用いることが出来る。

### 証券特性線
証券特性線（security characteristic line, SCL）は市場リターンrM と個別証券i の収益率ri との間の関係で表現でき、一般的に以下の数式で表される。
{\displaystyle \mathrm {SCL} :r_{i,t}=\alpha _{i}+\beta \,r_{M,t}+\epsilon _{i,t}}

### リスクの分解
リスクは、市場関連リスクであるシステマティックリスク（systematic risk）と証券固有のリスクであるノンシステマティックリスク（nonsystematic risk, 固有リスク（idiosyncratic risk）とも、個別リスク（specific risk）とも呼ばれる）に分解される。
リスクを分解して数式化すると以下の通りになる。
{\displaystyle \sigma _{i}^{2}=\beta _{i}^{2}\sigma _{M}^{2}+var(\epsilon _{i})}
第2項{\displaystyle var(\epsilon _{i})}である個別リスクは個々の資産に関連したリスクであり、市場とは無関係である為、分散投資で個別リスクを軽減することは可能である。
一方、第1項{\displaystyle \beta _{i}^{2}\sigma _{M}^{2}}であるシステマティックリスクは、すべての証券に共通のものである為、キャンセルアウトは出来ない。マーケットニュートラル戦略を採用して、ベータを減らすことでリスクを減らすことが出来る。

### プロジェクトポートフォリオと他の"非金融"資産への応用
専門家のいくらかは、MPTをプロジェクトや他の資産へ適用している。金融ポートフォリオの範囲を越えてMPTを適用するときは、ポートフォリオの違いによって考慮しなければならないところがある。
1. 金融ポートフォリオは絶えず可分（divisible）であるが、一方、新しいソフトウェアの開発といったプロジェクトのポートフォリオでは不可分（lumpy）である。例えば、3種類の株式をそれぞれ44％、35%、21%からなるポートフォリオを計算することは出来る一方、あるITポートフォリオへの最適ポジションは単純に計算できないかもしれない。ITプロジェクトは少なくとも全か無か（all or nothing）である為、分割不可能である。ポートフォリオの最適化の方法は、ITといった分割不可能なプロジェクトを考慮に入れなければならない。
2. 金融ポートフォリオの資産は流動的であるため価格付けは可能であるが、新しいプロジェクトへの投資機会は制限されており、また、サンクコスト（sank cost、埋没費用）を失うことなしに既に着手したプロジェクトを放棄することは出来ない。

MPTや上述のポートフォリオを使う可能性を否定する必要性はない。通常には金融ポートフォリオに適用できない数学的に表現された制約で以ってMPTは最適化を行うことができる。
その上、MPTの最も単純な要素のいくつかは、いかなる種類のポートフォリオに事実上当てはめることが出来る。投資家のリスク許容度を理解するという概念は、様々な種類の分析問題に当てはめることが出来る。しかしながら、MPTはリスクの尺度として、歴史上に発生した分散（historical variance）を利用しているのでITのように歴史がないものには適用できない。このような場合、MPT投資との境界として、「資本を失うよりもROIの機会が少ない」とか、「投資の半分以上の資金を失う」とかを一般的な観点から用いる。不確実性の観点から予測される損失についてリスクを設定する時、投資家のリスク許容度を理解するという概念は他のいかなる投資のタイプと完全に置換されうる。

## 裁定価格理論との比較
証券市場線及びCAPMは裁定価格理論（英: Arbitrage Pricing Theory, APT）とよく比較される。裁定価格理論は1976年にステファン・ロスによって考案された。期待収益率をマクロ経済学に関係する様々な要因を説明変数とした線形代数の形でモデリングしている。説明変数としてはGDP、物価上昇率、為替レート、失業率などが挙げられる。APTはCAPMと比べて仮定の制限が少ない。